# Andreas Knebel
Andreas Knebel ( * 21. června 1960) je bývalý východoněmecký atlet, sprinter, specialista na 400 metrů.
Na juniorském mistrovství Evropy v roce 1979 doběhl druhý ve finále běhu na 400 metrů, o rok později byl členem stříbrné východoněmecké čtvrtkařské štafety na olympiádě v Moskvě. V roce 1981 se stal halovým mistrem Evropy v běhu na 400 metrů. Jeho posledním medailovým úspěchem na mezinárodních soutěžích bylo druhé místo v běhu na 400 metrů na mistrovství Evropy v Athénách v roce 1982.